# Hovea acutifolia
Hovea acutifolia är en ärtväxtart som beskrevs av George Don jr. Hovea acutifolia ingår i släktet Hovea och familjen ärtväxter. Inga underarter finns listade i Catalogue of Life.